# Dreieck Kreuz Oranienburg
Kreuz Oranienburg is een knooppunt in de Duitse deelstaat Brandenburg.
Op dit mixvormknooppunt ten zuiden van de stad Oranienburg sluiten de B96 vanuit Oranienburg en de A111 vanuit Berlijn aan op de A10 de Berliner Ring

## Naamgeving
Oorspronkelijk heette het knooppunt gewoon het Dreieck Oranienburg, maar met het gereedkomen van de autoweg B96 als klaverblad ernaast wordt het knooppunt ook het Dreieck Kreuz Oranienburg genoemd. Oranienburg is een wat grotere voorstad van Berlin ten noorden van het knooppunt.

## Geografie
Het knooppunt ligt op de gemeentegrens tussen de dorpen Leegebruch en Velten in het Landkreis Oberhavel. Nabijgelegen steden en dorpen zijn: Oberkrämer, Oranienburg, Birkenwerder en Hohen Neuendorf. Het knooppunt ligt ongeveer 15 km ten zuidwesten van het centrum van Oranienburg en ongeveer 25 km ten noordwesten van het centrum van Berlijn.
Nabij het knooppunt ligt het natuurgebied Naturpark Barnim en de rivier de Havel, die door beide autosnelwegen wordt gekruist.

## Geschiedenis
Het knooppunt werd in 1982 geopend als een trompetknooppunt. Aan het begin van de 21e eeuw werd de B 96 als de verlenging van de rondweg van Oranienburg aangesloten op de A10. Om deze te verbinden met de A10 werd er ten oosten van het trompetknooppunt een klaverbladknooppunt gebouwd.
Van het oude trompetknooppunt werden de aansluitingen van en naar het oosten afgebroken, omdat die waren overgenomen door het klaverbladknooppunt.
De oude, smalle trompetlus is nog steeds zichtbaar in het landschap.
Deze smalle lus maakte de hoek van het knooppunt ongewoon klein.

## Verkeersintensiteiten
Dagelijks passeren ongeveer 140.000 voertuigen het knooppunt
| Van                  | Naar                   | Gemiddeld aantal voertuigen per dag | Percentage vrachtverkeer |
| -------------------- | ---------------------- | ----------------------------------- | ------------------------ |
| AS Oberkrämer (A 10) | AD Kreuz Oranienburg   | 51.100                              | 13.6%                    |
| AD Kreuz Oranienburg | AS Birkenwerder (A 10) | 42.500                              | 12.3%                    |
| AD Kreuz Oranienburg | AS Hennigsdorf (A 111) | 45.400                              | 09.6%                    |
| AD Kreuz Oranienburg | OHV Oranienburg (B 96) | 22.800                              | 09.5%                    |

## Richtingen knooppunt
| Aansluitende wegen                     | Aansluitende wegen                                                    | Aansluitende wegen | Aansluitende wegen | Aansluitende wegen                              |
| -------------------------------------- | --------------------------------------------------------------------- | ------------------ | ------------------ | ----------------------------------------------- |
|                                        |                                                                       |                    |                    | richting Oranienburg / Stralsund                |
|                                        |                                                                       |                    |                    |                                                 |
| richting Potsdam Maagdenburg / Hamburg | richting Berlijn-Centrum (Alexanderplatz) Prenzlau / Frankfurt (Oder) |                    |                    |                                                 |
|                                        |                                                                       |                    |                    |                                                 |
|                                        |                                                                       |                    |                    | richting Berlijn-Centrum (Zoo) / -Reinickendorf |